# Emanuele Ciaceri
Emanuele Ciaceri (Modica, 27 dicembre 1869 – Modica, 30 dicembre 1944) è stato uno storico dell'antichità italiano.

## Biografia
Nato a Modica nel 1869 da Giovanni (di antica e nobile famiglia) e Maria Concetta Romeo, si diplomò presso il Liceo classico "Tommaso Campailla" nel 1889. Nello stesso anno si iscrisse alla Facoltà di Lettere e Filosofia dell'Università di Pisa e vinse anche il concorso per frequentare la Scuola normale superiore di Pisa, accedendovi quindi come allievo del corso ordinario. Si laureò in lettere nel 1893, discutendo una tesi con Ettore Pais, suo maestro.
Subito dopo iniziò ad insegnare nei licei statali di Messina e Catania, distinguendosi per rigore e capacità. Ottenuta nel 1901 la libera docenza in storia antica presso l'Università di Catania, qui esercitò fino al 1910, quando divenne incaricato di storia antica presso l'Università di Messina dove rimase fino al 1912, anno in cui vinse la cattedra della stessa materia all'Università di Padova. Nel 1920 si trasferì all'Università di Napoli, dove terminò la sua carriera accademica, nel 1940.
Socio corrispondente dell'Accademia Nazionale dei Lincei dal 1922, fu anche membro dell'Istituto veneto di scienze, lettere ed arti, dell'Accademia galileiana di scienze, lettere ed arti, dell'Accademia di archeologia, lettere e belle arti di Napoli e di altre istituzioni culturali nazionali, tanto che nel 1934 l'Accademia d'Italia gli conferì il "premio Mussolini" per le discipline morali e storiche.
Tornato a Modica dopo lo sbarco degli Alleati in Sicilia, vi morì il 30 dicembre del 1944.

## Attività di ricerca
Fra i maggiori storici dell'antichità, si dedicò soprattutto alla storia della Grecia – scrivendo un'importante opera, la Storia della Magna Grecia, in tre volumi (1924-32) – ed alle reciproche influenze fra le civiltà italiche e greche (come nell'ellenizzazione), mettendone a confronto i rispettivi gradi di sviluppo socio-culturale ed individuando eventuali processi di assimilazione culturale. In tal modo, Ciaceri pervenne alla tesi secondo cui «la storia della Magna Grecia è nel suo insieme l'espressione di vigorose energie fisiche e spirituali di popolazioni nuove, nate dalla fusione, sia pure parziale, di due elementi etnici diversi, il greco e l'indigeno italico», frutto delle sue riflessioni sulla non totale passività delle popolazioni indigene (nella fattispecie, quella siciliota) rispetto a quelle colonizzatrici (nella fattispecie, quelle greche e fenicie), e perciò tesi debitamente consideratrice delle ripercussioni indirette delle prime sulle seconde (rintracciabili, nella fattispecie, nella storia della Grecia successiva all'Ellenismo). In buona sostanza, i suoi studi hanno messo in evidenza, anche da un punto di vista teoretico, l'esistenza di una natura "biunivoca", e non solo "univoca" (dai colonizzatori ai colonizzati), dei processi di assimilazione culturale da parte dei popoli coinvolti in essi.
Oltre agli studi giovanili sulla mitologia, Ciaceri nella maturità si dedicò sia alla storia siciliana che a quella romana.

## Pubblicazioni principali
- Contributo alla storia dei culti dell'antica Sicilia, in Annali della Scuola Normale Superiore di Pisa. Serie di Filologia e Storia, X (1894) pp. i-v, 1-97 (tesi di laurea), pubblicato come monografia dalla Tip. T. Nistri e C., Pisa, 1894.
- Il culto di Demetra e Kora nell'antica Sicilia, Tipografia Sicula di Monaco & Mollica, Catania, 1895.
- Le vittime del dispotismo in Roma nel I secolo dell'Impero: da Augusto a Domiziano, Tipografia Sicula di Monaco & Mollica, Catania, 1898.
- La Alessandra di Licofrone. Testo, traduzione e commento, Tip. Niccolò Giannotta, Catania, 1901 (ristampato da Tip. G. Macchiaroli, Napoli, 1982).
- Della storiografia in Roma nella prima età imperiale. Prolusione al corso libero di storia antica letta nella R. Università di Catania il 7 dicembre 1901, Tipografia N. Giannotta, Catania, 1902.
- Sulla spedizione di Re Pirro in Sicilia, Tipografia N. Giannotta, Catania, 1902.
- La festa di S. Agata e l'antico culto di Iside in Catania, Tip. N. Giannotta, Catania, 1905.
- Esame critico della storia delle guerre servili in Sicilia, Tip. N. Giannotta, Catania, 1907.
- Per la storia di Gela: a proposito degli scavi di Paolo Orsi, Tip. E. Spoerri, Pisa, 1908.
- Megara Hyblæa e Hybla Gereatis, Tip. E. Spoerri, Pisa, 1909.
- Relazione schematica fra Tacito, Svetonio e Cassio Dione, Ermanno Loescher, Torino, 1910.
- Culti e miti nella storia dell'antica Sicilia, Tip. Francesco Battiato, Catania, 1911 (ristampato da A. Forni Editore, Bologna, 1981 e 2007; Tip. Clio/Eurostampa, Catania, 1993).
- Intorno alle più antiche relazioni fra la Sicilia e la Persia, Tip. Pacini-Mariotti, Pisa, 1912.
- Sviluppo e progresso degli odierni studi di storia antica, Tip. N. Giannotta, Catania, 1913.
- Per lo studio dei culti dell'antica Sicilia, Tip. Mattei e C., Pavia, 1914.
- Intorno alla obbiettività storica nei discorsi tucididei, Casa Editrice E. Loescher, Torino, 1916 (Tip. V. Bona).
- Intorno alle Relazioni fra Roma e l'Egitto al tempo dei lagidi, Tip. Carlo Ferrari, Venezia, 1916.
- Processi politici e relazioni internazionali. Studi sulla storia politica e sulla tradizione letteraria della Repubblica e dell'Impero, 2 Voll., Tip. A. Nardecchia, Roma, 1918.
- Storia della Magna Grecia, 3 voll., Società anonima editrice Dante Alighieri, Roma-Milano 1924-32 (Vol. I: La fondazione delle colonie greche e l'ellenizzamento di città nell'Italia antica, 1924; Vol. IIː La grande civiltà del Mezzogiorno d'Italia: sviluppo, potenza ed azione politica degli stati italioti dal sec. VII alla metà del sec. IV, 1927; Vol. III: Decadenza e fine degli stati italioti. Romanizzazione del Mezzogiorno d'Italia: dalla metà del IV sec. a.C. al sec. IV d.C., 1932).
- Cicerone e i suoi tempi, 2 Voll., Società anonima editrice Dante Alighieri (di Albrighi, Segati e C.), Roma-Milano, 1926 (Vol. I), 1930 (Vol. II).
- I più antichi coloni siciliani a Tripoli, Firenze, 1931.
- Fascismo antico nel Mezzogiorno d'Italia: il pitagorismo, Società anonima editrice Dante Alighieri, Milano, 1933.
- Roma e la Gallia: fatti antichi e fantasie recenti, Tipografia editrice romana, Roma, 1933.
- Tiberio, successore di Augusto, Società anonima editrice Dante Alighieri, Milano, 1934 (1942, 1944).
- Siculi e Greci nella storia più antica della Sicilia, in Archivio Storico per la Sicilia Orientale, XXXI (1935) pp. 3-32.
- La conquista romana dell'Africa, Ulrico Hoepli Editore, Milano, 1935.
- Siculi e greci nella storia più antica della Sicilia, Tipografia Zuccarello & Izzi, Catania, 1935.
- Le origini di Roma, la monarchia e la prima fase dell'età repubblicana, Società anonima editrice Dante Alighieri, Milano, 1937.
- Le guerre persiane, GUF, Napoli, 1938.
- Il mondo romano, La Nuova Italia, Firenze, 1939.
- La religione dei Siculi e dei Sicelioti, Società anonima editrice Dante Alighieri, Milano, 1940.
- Cornelio Tacito nell'opera di G.B. Vico, in Rendiconti della R. Accademia di Archeologia, Lettere e Belle Arti di Napoli, XXI (1941) pp. 139-64, poi pubblicato da Arti grafiche e C., Napoli, 1941.
- Tacito, UTET, Torino, 1941.
- L' opera di Livio e la moderna critica storica, Pubblicazioni del R. Istituto di Studi romani, Roma, 1943.